# Clásica de San Sebastián 2014
Clásica de San Sebastián 2014 – 34. edycja jednodniowego wyścigu kolarskiego Clásica de San Sebastián odbyła się 2 sierpnia 2014. Start i meta wyścigu znajdowała się w San Sebastián.

## Uczestnicy
Na starcie tego klasycznego wyścigu stanęło 19 zawodowych ekip, osiemnaście drużyn jeżdżących w UCI World Tour 2014 i jedna profesjonalna ekipa zaproszona przez organizatorów z tzw. "dziką kartą".
Lista drużyn uczestniczących w wyścigu:
| Numery | Kod | Drużyna                 |
| ------ | --- | ----------------------- |
| 1-8    | LTB | Lotto-Belisol           |
| 11-18  | OPQ | Omega Pharma-Quick Step |
| 21-28  | MOV | Movistar Team           |
| 31-38  | TTS | Team Tinkoff-Saxo       |
| 41-48  | ALM | Ag2r-La Mondiale        |
| 51-58  | KAT | Team Katusha            |
| 61-68  | BMC | BMC Racing Team         |
| 71-78  | BEL | Belkin                  |
| 81-88  | SKY | Team Sky                |
| 91-98  | TRE | Trek Factory Racing     |

| Numery  | Kod | Drużyna                |
| ------- | --- | ---------------------- |
| 101-108 | LAM | Lampre-Merida          |
| 111-118 | OGE | Orica GreenEDGE        |
| 121-128 | GRS | Garmin-Sharp           |
| 131-138 | GIA | Giant-Shimano          |
| 141-148 | AST | Astana Pro Team        |
| 151-158 | CAN | Cannondale             |
| 161-168 | FDJ | FDJ.fr                 |
| 171-178 | EUC | Team Europcar          |
| 181-186 | CJR | Caja Rural-Seguros RGA |

## Klasyfikacja generalna
| M-ce | Imię i nazwisko    | Kraj      | Drużyna                 | Czas       |
| ---- | ------------------ | --------- | ----------------------- | ---------- |
| 1.   | Alejandro Valverde | Hiszpania | Movistar Team           | 5h 31' 15" |
| 2.   | Bauke Mollema      | Holandia  | Belkin Pro Cycling Team | + 14"      |
| 3.   | Joaquim Rodríguez  | Hiszpania | Team Katusha            | + 14"      |
| 4.   | Mikel Nieve        | Hiszpania | Team Sky                | + 14"      |
| 5.   | Tony Gallopin      | Francja   | Lotto-Belisol           | + 26"      |
| 6.   | Jelle Vanendert    | Belgia    | Lotto-Belisol           | + 26"      |
| 7.   | Haimar Zubeldia    | Hiszpania | Trek Factory Racing     | + 26"      |
| 8.   | Greg Van Avermaet  | Belgia    | BMC Racing Team         | + 40"      |
| 9.   | Giovanni Visconti  | Włochy    | Movistar Team           | + 40"      |
| 10.  | Zdeněk Štybar      | Czechy    | Omega Pharma-Quick Step | + 43"      |